# Enderleinellus dremomydis
Enderleinellus dremomydis – gatunek wszy należący do rodziny Enderleinellidae, pasożytujący na wiewiórkowatych powoduje wszawicę. Typowym żywicielem jest wiewiórka Dremomys pernyi.
Samica długość 0,55 mm. Silnie spłaszczona grzbietowo-brzusznie. Samica składa jaja zwane gniadmi, które są mocowane specjalnym "cementem" u nasady włosa. Rozwój osobniczy trwa po wykluciu się z jaja około 14 dni.
Występuje na terenie Chin.